# STS-51-F
STS-51-F, aussi connue sous la désignation de « Spacelab 2 », est la désignation du 19e vol du programme de navettes spatiales de la NASA, et le 8e vol de la navette Challenger.
Son lancement eut lieu le 29 juillet 1985, depuis le pas de tir du centre spatial Kennedy, en Floride, et la navette revint se poser sur Terre le 6 août, seulement six jours plus tard. Pendant le lancement, la navette fut victime de nombreuses défaillances de capteurs au niveau de ses moteurs SSME, et l’équipage se trouva contraint à effectuer une procédure d’urgence désignée « ATO », pour « Abort To Orbit ». Il s’agit là du seul cas d’exécution de procédure d’abandon de toute la carrière de la navette spatiale. À la suite de cette manœuvre, la mission fut effectuée à une altitude orbitale plus basse que prévu.

## Charge utile
Alors que le chargement principal de la navette était le laboratoire spatial Spacelab 2, celui qui eut le plus de publicité fut finalement le Carbonated Beverage Dispenser Evaluation (évaluation de distributeur de boisson gazeuses), qui était une expérience où les deux géants Coca-Cola et Pepsi essayèrent de rendre leurs boissons respectives disponibles pour les astronautes.

## Équipage

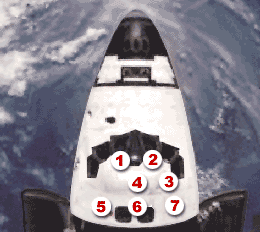
Emplacements des astronautes : les sièges 1 à 4 sont sur le pont supérieur, les sièges 5 à 7 sont sur le pont-milieu.
S1 : Fullerton, S2 : Bridges, S3 : Henize, S4 : Musgrave, S5 : England, S6 : Acton, S7 : Bartoe.

### Équipage principal
- Commandant : C. Gordon Fullerton (2)  États-Unis
- Pilote : Roy D. Bridges, Jr. (1)  États-Unis
- Spécialiste de mission 1 : F. Story Musgrave (2)  États-Unis
- Spécialiste de mission 2 : Anthony W. England (1)  États-Unis
- Spécialiste de mission 3 : Karl G. Henize (1)  États-Unis
- Spécialiste du chargement 1 : Loren W. Acton (1)  États-Unis
- Spécialiste du chargement 2 : John-David F. Bartoe (1)  États-Unis

Le chiffre entre parenthèses indique le nombre de vols spatiaux effectués par l'astronaute au moment de la mission.

## Déroulement de la mission

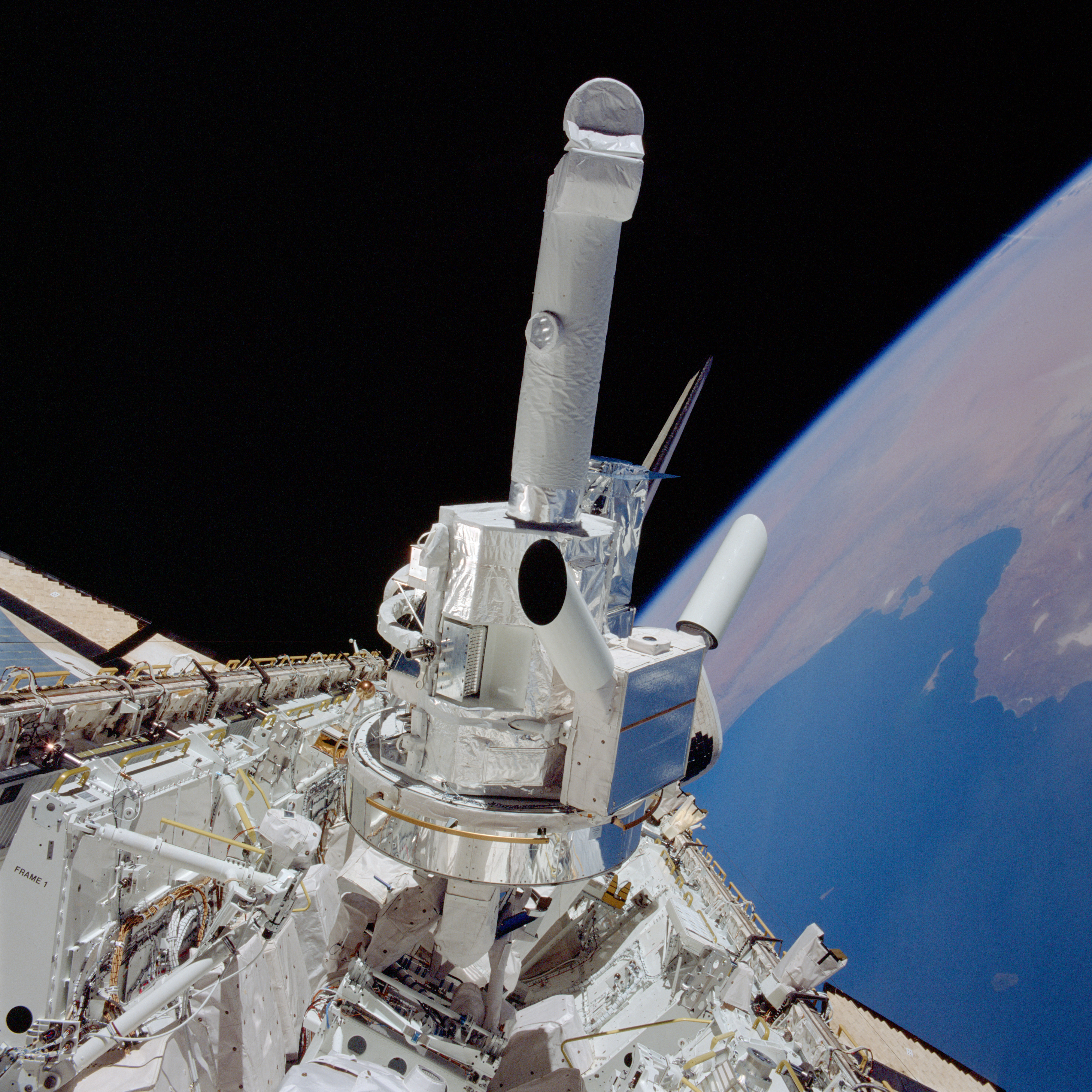
Expérimentations depuis la soute de Challenger. Ici, l’instrument IPS (Instrument Pointing System) de l’Agence spatiale européenne.

### Équipage de réserve
- Spécialiste du chargement : George W. Simon (1)  États-Unis
- Spécialiste du chargement :  Diane K. Prinz (1)  États-Unis